# USS Dewey (DDG-105)
El USS Dewey (DDG-105) es un destructor de misiles guiados de la clase Arleigh Burke de la Armada de los Estados Unidos . El Dewey es el tercer barco de la Armada que lleva el nombre del Almirante de la Armada George Dewey, héroe de la batalla de la Bahía de Manila durante la guerra hispanoamericana.
El barco es parte del esquadrón número de destructores del Grupo de ataque de portaaviones cuyo buque insignia es el portaaviones USS Carl Vinson (CVN-70).

## Construcción
Fue autorizado el 13 de septiembre de 2002 y fue construido por Northrop Grumman Ship Systems . La quilla se colocó el 4 de octubre de 2006 en el astillero de la compañía en Pascagoula, Misisipi . El 26 de enero de 2008, el Dewey fue bautizado en una ceremonia en Pascagoula por Deborah Mullen, la esposa del almirante Mike Mullen. El Dewey fue comisionado en Seal Beach, California el 6 de marzo de 2010, como el destructor número 55 de la clase Arleigh Burke. Esta es la primera puesta en servicio de un barco para la ciudad de Seal Beach.

## Historial de servicio

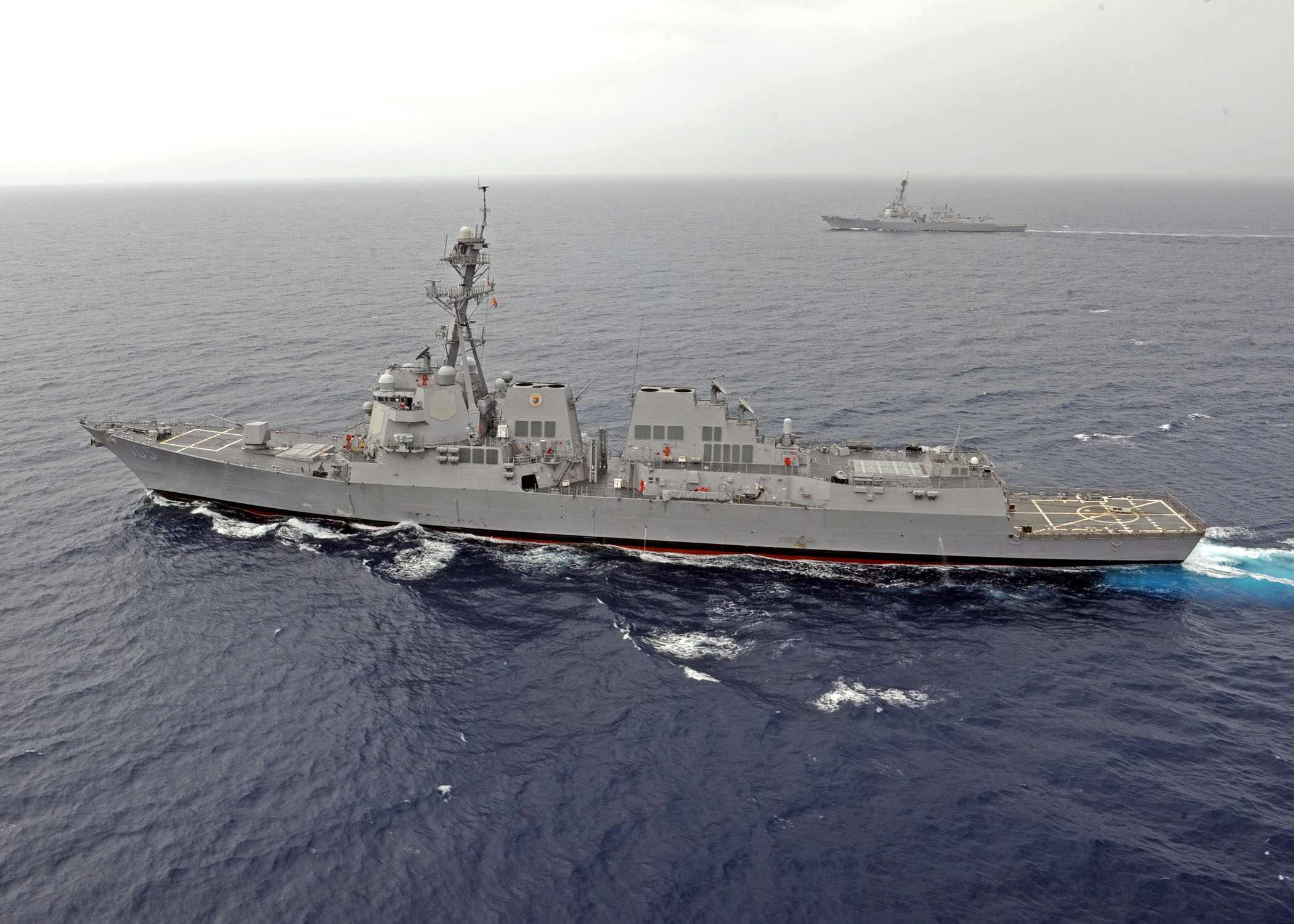
El USS Dewey (DDG-105) en el año 2011.

En abril de 2013, Dewey fue equipado con un sistema de armas láser (LaWS). Esta es un arma experimental que se puede usar para inhabilitar botes pequeños y drones.
El 26 de mayo de 2017, el Dewey llevó a cabo una "operación de libertad de navegación" (FONOP) en aguas reclamadas por China en el Mar de China Meridional. Según fuentes chinas, el Dewey fue expulsado de las aguas chinas cerca de las islas Nansha en el Mar de China Meridional. Según la Marina de los EE. UU., el FONOP procedió según lo planeado al transitar pacíficamente por el área, a pesar de los desafíos verbales y los acercamientos de los barcos chinos.
El 16 de junio de 2017, Dewey se puso en marcha para ayudar al USS Fitzgerald después de una colisión con el buque portacontenedores ACX Crystal de propiedad japonesa (NYK Line) con bandera filipina. El 4 de septiembre de 2017, se desplegó en el puerto de Los Ángeles como parte de las actividades de la semana de la flota de 2017. En octubre de 2017, el Dewey derramó petróleo cerca del río Tijuana.
A principios de 2020, se instaló en el Dewey el arma láser Optical Dazzling Interdictor. Fue el primer barco en recibir el nuevo sistema de armas.